# Tournefortia fruticosa
Tournefortia fruticosa är en strävbladig växtart som beskrevs av Casimiro Gómez de Ortega. Tournefortia fruticosa ingår i släktet Tournefortia och familjen strävbladiga växter. Inga underarter finns listade i Catalogue of Life.

## Bildgalleri

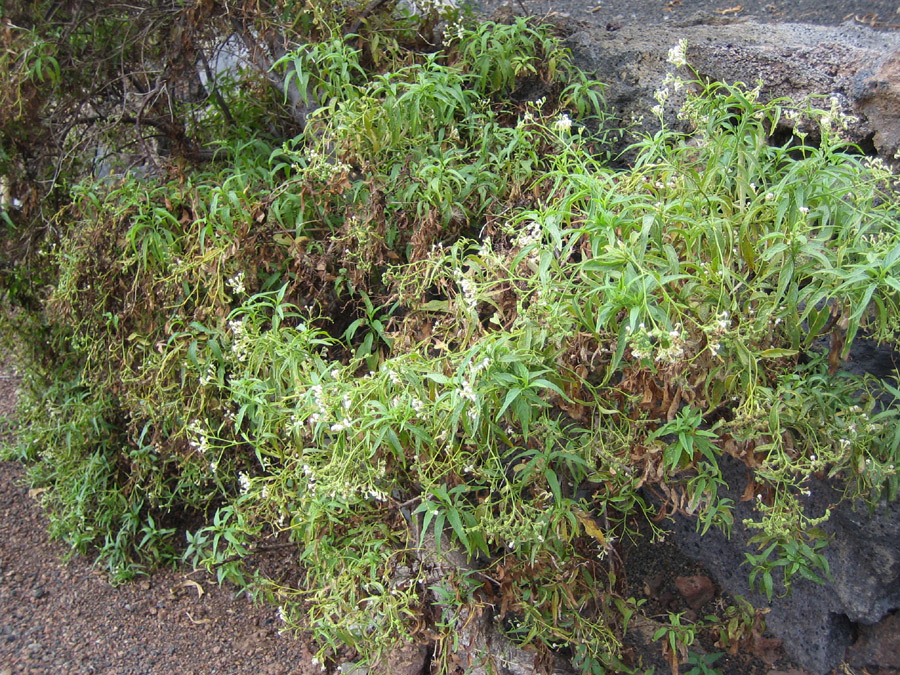